# Фрідріх Есмарх
Йоганнес Фрідріх Август фон Есмарх (нім. Johannes Friedrich August von Esmarch; 9 січня 1823, Теннінг — 23 лютого 1908, Кіль) — німецький хірург, один з піонерів асептики та антисептики.

## Біографія
Народився у Теннінгу, у старовинної родині пасторів і юристів землі Шлезвіг–Гольштейн. Навчався в Кілі та Геттінгені, Під час навчання став асистентом видатного хірурга  Бернхарда Рудольфа Конрада фон Лангенбека в хірургічній лікарні Кіля. Есмарх брав участь у Першій шлезвізькій війні 1848 року молодшим хірургом. Потрапив у полон, але був обміняний і призначений хірургом польового шпиталю.
Під час перемир'я 1849 року Фрідріх Есмарх отримав кваліфікацію приват-доцента в Кілі. Після нового спалаху війни повернувся до війську і отримав звання старшого хірурга. У 1854 році Есмарх очолив хірургічну клініку в Кілі, а в 1857 році став керівником загальної лікарні та професором Кільського університету.
Есмарх брав участь хірургом у війнах 1848-1850 і 1864 років (німецько-датські війни), а також 1866 і 1870/1871 років. У 1870 році він був призначений бригадним генералом і хірургом-консультантом в армійському медичному корпусі.
Влітку 1881 року Есмарх відвідав Лондон, взяв участь у Міжнародному гігієнічному конгресі. Там він  відкрив для себе Асоціацію швидкої допомоги Святого Іоанна. Ця організація створила медичні школи по всій Англії та підготувала волонтерів для надання екстреної та медичної допомоги.
У травні 1882 року Фрідріх Есмарх заснував «Deutscher Samariter-Verein» (Німецька волонтерська асоціація першої допомоги) у Кілі, яка мала вирішальне значення для розвитку служби екстреної медичної допомоги в інших містах Німеччини.
1 квітня 1899 року фон Есмарх пішов у відставку з посади директора Хірургічної клініки Кільського університету.
Помер 23 лютого 1908 року у Кілі. Почесна могила на цвинтарі Eichhof Park (поле 27, № 1)

## Внесок у науку
Видатного німецького хірурга Фрідріха Августа фон Есмарха іноді називають «німецьким Пироговим». Його ім'я асоціюється з іригаційною ємністю для клізми. Але Есмарх запровадив ще багато нового й корисного.
Анестезіологія і реаніматологія
- Прийом Есмарха — метод профілактики обструкції верхніх дихальних шляхів через западання нижньої щелепи й атонії язика під час наркозу. Полягає у висуванні нижньої щелепи. Процедура входить в алгоритм елементарних дій під час виконання реанімації.
- Проста дротова маска для проведення ефірної анестезії відкритим контуром. У сучасних умовах відкритий контур може бути відтворений за допомогою наркозного апарата, коли хворий вдихає повітря з атмосфери через випарник.

Ортопедія і травматологія
- Шина для іммобілізації — дротяний каркас коритоподібної форми за допомогою якого можна знерухоміти кінцівку під час транспортування пацієнта.
- Гіпсовий ніж Есмарха — ніж для розрізання гіпсових пов'язок з міцним коротким лезом і масивним, загостреним на кінці руків'ям.
- Ножиці для розрізання пов'язок з зігнутими під кутом лезами.
- Оригінальний спосіб екзартикуляції (відрізання кінцівки або її периферичної частини через суглоб) плеча. Операцію починають з високої ампутації плеча, після чого розсікають м'які тканини надпліччя по його зовнішній поверхні, розкривають плечовий суглоб, скелетують залишок кістки і вилущують його з суглоба (операція Есмарха).

Хірургія
- Метод «штучного знекровлення» — туге бинтування піднятої кінцівки гумовим бинтом у напрямку від периферії до центру з подальшим накладенням кровоспинного джгута на проксимальну частину стегна або плеча й зняття гумового бинта. Методика дозволяє зменшити крововтрату під час хірургічних операціях на кінцівках.
- Джгут Есмарха — кровоспинний джгут у формі товстої гумової трубки завдовжки близько півтора метра з металевим гачком на одному кінці й металевим ланцюжком на іншому.
- Спосіб Есмарха — метод закриття зовнішньої нориці шлунку, коли еліпсоподібним розрізом розсікають норицю, а рану шлунку зашивають.

Медицина катастроф та військово-польова хірургія
- Мобільні госпіталі та госпітальні поїзди у прусській армії вперше впровадив фон Есмарх.
- Індивідуальні пакети для надання допомоги постраждалим під час бойових дій.
- Розробка спеціального комплекту (язикотримач, роторозширювач, маска, градуйована ємність для хлороформу) для військово-польової хірургії.
- Заснував у Берліні станцію швидкої медичної допомоги (другу у Європі після Відня).

Блискуча діяльність Фрідріха Августа фон Есмарха відбувалася в останню третину XIX сторіччя. Він активно підтримував і впроваджував у практику принципи асептики й антисептики.

## Сім'я
Батько: Теофіл Крістіан Каспер Есмарх (1798–1864).
Мати: Фрідеріка Брігітта, уроджена Гоман.
Перша дружина: Анні Штромайєр, дочка Луї Штромейєра — видатного хірурга і вчителя Фрідріха Есмарха, померла в 1870 році від туберкульозу, у шлюбі 3 синів.
Друга дружина: принцеса Генрієтта Шлезвіг-Гольштейн-Зондербург-Августенбургська, тітка майбутньої німецької імператриці Августи Вікторії.

## Визнання
- 1887 рік — кайзер Вільгельм І посвятив Есмарха в лицарі
- 1903 рік — на честь 80 річчя, Есмарха визнано почесним громадянином міста Кіля за його заслуги перед містом, медичною допомогою та військовими госпіталями.
- У Кілі є вулиця, будинок, що належить Німецькій федерації робітників і волонтерів першої допомоги Arbeiter-Samariter-Bund, і аптека, названа на його честь.